# Тео Џејмс
Теодор Питер Џејмс Кинерд Таптиклис (енгл. Theodore Peter James Kinnaird Taptiklis; Хај Виком, 16. децембар 1984), познат као Тео Џејмс (енгл. Theo James), британски је глумац. Познат је по улози Тобајаса Итона у филмској трилогији Другачија и Дејвида у филмовима Подземни свет: Буђење (2012)  и Подземни свет: Крвави ратови (2016). Године 2024. истакао се улогом у серији Господа.
У 2015. години, постао је амбасадор бренда Хуго Бос парфема за мушкарце, и појављивао се у огласима и рекламама.
Води филмску и телевизијску продукцијску компанију Untapped заједно са Ендруом Д. Коркином.

## Биографија
Тео Џејмс је рођен 16. децембра 1984. године у Хај Викому, Енглеска. Син је Филипа Таптиклиса, бизнис консултанта, и Џејн (рођене Мартин), која је радила у Националној здравственој служби. Његов деда по оцу је био Грк (преселио се са Пелопонеза на Нови Зеланд). 
Његови други преци су Енглези и Шкоти. Тео Џејмс је најмлађи од петоро деце, има два старија брата и две старије сестре.
Одрастао је у насељу Аскет у Бакингемширу. 
Похађао је школу у Ејлсберију (Aylesbury Grammar School). Студирао је филозофију на Универзитету у Нотингему. Глуму је учио у Позоришној школи Олд Вик у Бристолу.
Тео Џејмс је у вези са ирском глумицом Рут Кирни од 2009. године. Упознали су се у Позоришној школи Олд Вик у Бристолу. Венчали су се 25. августа 2018.
У јуну 2016. године, отпутовао је у  Грчку са УНХЦР, где се срео са сиријским избеглицама и упознао са њиховом ситуацијом. Од тада је активан борац за права избеглица и тражио је већу хуманитарну помоћ за људе расељене због Грађанског рата у Сирији.

## Каријера

### Глума
Његов телевизијски деби био је 2010. године у две епизоде серије Страствена жена, заједно са Били Пајпер. 
Играо је турског дипломату Кемала Памука у једној епизоди серије Даунтонска опатија. 
У 2010. години глумио је у филму Упознаћете високог тамног странца. Ту улогу је играо док је био на задњој години позоришне школе. Филмски часопис Screen International му је 2009. године доделио награду "Звезда сутрашњице".
У 2011. години, глумио је у хорор серији  Бедлам главну улогу Џеда Харпера. Исте године глумио је у филмској верзији Инбитвинерса.
У 2012. години, глумио је у мини-серији Соба на врху у две епизоде серије Осетљив случај. Појавио се и у филмовима, Домино ефекат, и Подземни свет: Буђење  поред Кејт Бекинсејл. Играо је са Чи Мекбрајдом у америчкој крими серији Златни дечко из 2013. године. Серија је имала само једну сезону.
Прославио се улогом Тобајаса „Четворке“ Итона у филму из 2014. године Другачија. Филм је заснован на истоименом бестселер роману Веронике Рот. Улогу је поновио у два наставка филма Побуњени из 2015. године и Одани из 2016. године

Од 2015. године амбасадор је бренда Хуго Бос парфема за мушкарце.
Глумио је са Амбер Херд, Били Боб Торнтоном и Џим Стерџесом у филмској адаптацији романа Лондонска поља, и у драми Добротвор из 2015. године, поред Ричарда Гира и Дакоте Фенинг.
Поновио је улогу Дејвида у петом наставку серијала Подземни свет: Крвави ратови из 2016. године, овог пута у главној мушкој улози.
Играо је Мајкла у филму из 2018. године Backstabbing for Beginners. Такође 2018. године играо је главну улогу у филму Како се завршава.
У телевизијској серије Сандитон из 2019. године, заснованој на незавршеном роману Џејн Остин, игра главну улогу Синдија Паркера.

### Музика
Поред глумачке каријере, Џејмс је био певач и  гитариста у бенду Шир Кан.
Бенд је на својој Фејсбук страници 21. новембра 2012. године, објавио да више не свирају активно као бенд и да ће чланови наставити другим музичким подухватима.

### Продукција и режија
Тео Џејмс је продуцент филмова Backstabbing for Beginners и Последња превара, серије Сандитон, и филма из 2020. године Архива. Средином 2019. године покренуо је своју телевизијску и филмску продуцентску компанију Untapped.

## Филмографија
| Година | Наслов                            | Улога                 | Напомена |
| ------ | --------------------------------- | --------------------- | -------- |
| 2010   | Упознаћете високог тамног странца | Реј                   |          |
| 2011   | Инбитвинерс − филм                | Џејмс                 |          |
| 2012   | Подземни свет: Буђење             | Дејвид                |          |
| 2014   | Другачија                         | Тобајас "Четири" Итон |          |
| 2015   | Трилогија Другачија: Побуњени     | Тобајас "Четири" Итон |          |
| 2015   | Добротвор                         | Лук                   | [ 29 ]   |
| 2016   | Рат свима                         | Лорд Џејмс Манган     |          |
| 2016   | Трилогија Другачија: Одани        | Тобајас "Четири" Итон |          |
| 2016   | Подземни свет: Крвави ратови      | Дејвид                |          |
| 2016   | Тајни запис                       | Отац Гаунт            |          |
| 2018   | Backstabbing for Beginners        | Мајкл                 |          |
| 2018   | Зои                               | Еш                    |          |
| 2018   | Како се завршава                  | Вил Јангер            |          |
| 2018   | Лондонска поља                    | Гај Клинч             |          |
| 2019   | Последња превара                  | Иван                  |          |
| 2021   | Вештац: Кошмар Вука               | Весемир               | глас     |

| Година       | Наслов                         | Улога                       | Напомене     |
| ------------ | ------------------------------ | --------------------------- | ------------ |
| 2010         | Страствена жена                | Алекс "Крејз" Крејзеновски  |              |
| 2010         | Даунтонска опатија             | Кемал Памук                 | 1 епизода    |
| 2011         | Бедлам                         | Џед Харпер                  | 6 епизода    |
| 2012         | Осетљиви случај                | Ејдан Харпер                | 2 епизоде    |
| 2012         | Соба на врху                   | Џек Вејлс                   | 2 епизоде    |
| 2013         | Златни дечко                   | Волтер Вилијам Кларк Јуниор | главна улога |
| 2018–present | Каслванија                     | Хектор (глас)               | 8 епизода    |
| 2019         | Сандитон                       | Сидни Паркер                | главна улога |
| 2019         | Тамни кристал: Доба отпорности | Рек'ир (глас)               | 2 епизоде    |

| Година | Наслов                     | Улога             | Напомене  |
| ------ | -------------------------- | ----------------- | --------- |
| 2018   | Backstabbing for Beginners | Извршни продуцент |           |
| 2019   | Последња превара           | Извршни продуцент |           |
| 2019   | Сандитон                   | Извршни продуцент | 8 епизода |
| 2020   | Архива                     | Продуцент         |           |

| Година | Наслов            | Улога | Напомена           |
| ------ | ----------------- | ----- | ------------------ |
| 2017   | Секс са странцима | Итан  | Хампстед Позориште |

## Награде и номинације
| Година | Номиновани рад                | Награда                                                             | Резултат   |
| ------ | ----------------------------- | ------------------------------------------------------------------- | ---------- |
| 2014   | Другачија                     | Награда Избор тинејџера − Акциони филм − Глумац                     | Освојено   |
| 2014   | Другачија                     | Награда Избор тинејџера − Филм − Звезда у успону                    | Освојено   |
| 2014   | Другачија                     | Награда Млади Холивуд − Омиљени глумац                              | Номинација |
| 2014   | Другачија                     | Награда Млади Холивуд − Најбољи филмски пар (са Шејлин Вудли)       | Номинација |
| 2015   | Другачија                     | Награда публике за најбољи филмски дуо (са Шејлин Вудли)            | Освојено   |
| 2015   | Трилогија Другачија: Побуњени | Награда избор тинејџера − Акциони филм − глумац                     | Номинација |
| 2015   | Трилогија Другачија: Побуњени | Награда Избор тинејџера − Најбољи филмски пољубац (са Шејлин Вудли) | Освојено   |
| 2016   | Трилогија Другачија: Одани    | Награда избор тинејџера − Акциони филм − глумац                     | Номинација |
| 2016   | Трилогија Другачија: Одани    | Награда Избор тинејџера − Филм − Хемија]] (са Шејлин Вудли)         | Номинација |
| 2016   | Трилогија Другачија: Одани    | Награда Избор тинејџера − Најбољи филмски пољубац (са Шејлин Вудли) | Номинација |